# Гагма-Нога
Гагма-Нога (груз. გაღმა ნოღა) — село в Грузии, на территории Хонийского муниципалитета края (мхаре) Имеретия.

## География
Село находится в западной части Грузии, на правом берегу реки Цхенисцкали, на расстоянии приблизительно 13 километров (по прямой) к северо-востоку от города Хони, административного центра муниципалитета. Абсолютная высота — 304 метра над уровнем моря.

## Население
По результатам официальной переписи населения 2014 года, в Гагма-Ноге проживало 105 человек (57 мужчин и 48 женщин). В национальной структуре населения грузины составляли 100 %.
| Год  | Население, человек |
| ---- | ------------------ |
| 2002 | 138                |
| 2014 | ↘ 105              |